# Kojdy
Kojdy (niem. Koiden) – wieś w Polsce położona w województwie warmińsko-mazurskim, w powiecie ostródzkim, w gminie Łukta. W latach 1975–1998 miejscowość administracyjnie należała do województwa olsztyńskiego. Miejscowość leży w historycznym regionie Prus Górnych
Wieś położona nad rzeką Pasłęką. Przez wieś przebiega droga wojewódzka nr 530.

## Historia
Wieś lokowana w 1348 r. na 11 włókach w pobliżu rzeki Pasłęki. Wieś założyli czterej Prusowie (Telneke, Dywols, Pansede i Sankete).  Zakon nadał 11 włók ziemi z 8 latami wolnizny. W 1410 r. we wsi były trzy gospodarstwa.
W 1939 r. było 12 budynków, w tym szkoła. Obok wsi znajdował się mały cmentarz (drugi cmentarz znajdował się za wsią, przy drodze w kierunku na Zajączkowo). W tym czasie we wsi mieszkali: Paul Klutschkowski (rolnik), rodzina Luba, Behrendt Balzer, Behrendt Schultz, pani Kommoss i pani Lutzka, Hannes Rylka (nauczyciel), Ott Sommer (rolnik), Wilhelm Birk (rolnik), Ludwig Czerwonka (rolnik), Wilhelm Karsten, (rolnik), Karl Kommoss.
W 1974 r. do sołectwa Kojdy (gmina Łukta) należały miejscowości: Kojdy (wieś), Lusajny (wieś), Zajączkowo (PGR).